# Ералашный рейс
«Ералашный рейс» — советский чёрно-белый широкоэкранный художественный фильм, снятый режиссёром Олегом Фиалко на киностудии имени Александра Довженко в 1977 году.
Экранизация одноимённой повести Алексея Новикова-Прибоя.
Премьера фильма состоялась 17 июля 1978 года. Фильм посмотрели 5,5 млн зрителей.

## Сюжет
В 1925 году матрос Самохин становится машинистом на старом буксире «Дельфин». После ночного шторма и налёта на камни, команда покидает буксир и оставляет его на барже. Однако Самохин остаётся на борту, починяет судно и доставляет его в порт.

## В ролях
- Витаутас Томкус — Самохин
- Николай Скоробогатов — капитан
- Ирина Шевчук — Елизавета Николаевна, капитанша
- Александр Денисов — шкипер
- Александр Милютин — рулевой
- Николай Олейник — сменщик
- Дмитрий Бокалов — директор пароходства
- Александр Пашутин — Втулкин, кочегар
- Александр Пороховщиков — следователь

## Съёмочная группа
- Режиссёр: Олег Фиалко
- Сценарист: Валерий Щербина
- Оператор: Виктор Политов
- Художник: Владимир Цырлин
- Звукорежиссёр: Елена Межибовская
- Композитор: Валентин Сильвестров